# اوتل-دیو (کرپانتره)
اوتل-دیوی کرپانتره (انگلیسی: Hôtel-Dieu of Carpentras) یکی از قدیم‌ترین بیمارستان‌های وکلوز در فرانسه است که در سال ۱۷۵۴ میلادی توسط «ژوزف-دومینیک اینگمبر» ساخته شد و تا سال ۲۰۰۲ میلادی فعال بود.